# 난포고택
난포고택(蘭圃故宅)은 대한민국 경상북도 경산시 용성면 곡란리에 있는 조선시대의 고택이다. 1975년 8월 18일 경상북도의 유형문화재 제80호로 지정되었다.

## 개요
임진왜란 때 전라도도사로 전주를 방어했던 난포 최공철이 지은 집이라고 전한다. 명종 원년(1545)에 지었다고 하는데, 건축양식이나 기법으로 보아서는 대략 17세기를 전후한 시기의 집으로 보인다. ‘가경 14년’(1809)이라고 쓰여진 막새기와가 발견되어, 순조 9년(1809)에 보수한 것을 알 수 있다.
원래는 정침·아랫사랑·중사랑·방아실·행랑채와 마루 그리고 사당 등이 고루 갖추어진 집이었으나, 지금은 정침·행랑채·사당만 남아있다.
정침은 앞면 7칸·옆면 1칸 반의 규모로 ㅡ자형이며 지붕이 특이하다. 가운데 5칸은 지붕 옆면이 사람 인(人)자 모양인 맞배지붕으로 하고, 양쪽 1칸씩은 눈썹지붕을 덧달아서 팔작지붕처럼 만들었다. 또한 대청은 문을 달아 막았으며, 뒤쪽에는 다락을 설치하여 방과 이어지도록 하였다.
부속건물은 앞면 4칸·옆면 1칸의 맞배지붕집이다.

## 참고 문헌
- 난포고택 - 국가유산청 국가유산포털